# Ingelheimer Riemenzunge
Im Jahr 1994 wurde bei archäologischen Untersuchungen unweit der Aula regia in der Kaiserpfalz Ingelheim eine Riemenzunge mit Tassilokelchstil-Dekor gefunden, die vermutlich am Ende eines Gürtels einer karolingischen Männertracht getragen wurde.
Der Fund kann auf das letzte Viertel des 8. Jahrhunderts, bzw. auf das frühe 9. Jahrhundert n. Chr. datiert werden. Die Riemenzunge hat eine Größe von 89 × 15 × 3 mm und wurde aus Kupfer mit feuervergoldeter Oberfläche gearbeitet.
Die Verzierung zeigt zwei drachenähnliche Fabelwesen in einem Geflecht von vegetabilen Ranken. Auf abgeschrägten Flanken sind Blattranken zu sehen, die an der Spitze der Riemenzunge in gegenständlichen Tierköpfen enden.